# Сесквииприт
Сесквииприт или полуторный иприт (ошиб. сексвииприт) — боевое отравляющее вещество кожно-нарывного действия, разработанный в 1930-х годах в Великобритании. Он в несколько раз токсичнее иприта, но поскольку является твёрдым веществом, его использовали как дополнительный компонент боевых смесей. Сесквииприт смешивали с фосгеном для придания ему удушающих свойств. Его также добавляли в иприт, чтобы вызывать продолжительное систематическое поражение.